# Domingos Paciência
Domingos José Paciência de Oliveira (Matosinhos, Leça da Palmeira, 2 de janeiro de 1969) é um treinador e ex-futebolista português. Treinou o União de Leiria. Foi considerado em janeiro de 2011 como o 9º melhor treinador de futebol do mundo num ranking anual, publicado pela IFFHS.

## Carreira

### Jogador
Enquanto jogador, foi um ponta-de-lança nato e um ídolo para os adeptos do Futebol Clube do Porto, clube onde fez a maior parte da carreira.
A grave lesão sofrida em 1996/1997 acabou por marcar a carreira de Domingos, que perdeu o seu lugar na equipa titular, apesar da concorrência no plantel já ser alta, para o estreante Mário Jardel que chegaria ao FC Porto nessa época.
Por isso na época de 1997/98, foi para as Ilhas Canárias representar o Club Deportivo Tenerife onde permaneceu por duas épocas, tendo regressado ao FC Porto, clube onde terminou a carreira na época de 2000/2001.
Representou a selecção nacional por trinta e cinco vezes, tendo marcado nove golos ao seu serviço; foi campeão nacional por sete vezes e ganhou duas taças de Portugal e seis supertaças.

### Treinador
Abraçou a carreira de treinador, começando por treinar as camadas jovens do FC Porto e depois a sua equipa B.
Na época 2006/2007 foi treinador do União Desportiva de Leiria.
Foi treinador da Académica de Coimbra até ao fim da época 2008/2009, época em que levou a Académica de Coimbra até ao 7º lugar do campeonato, uma posição que o clube não atingia há várias décadas. No mês seguinte foi apresentado como treinador do Sporting Clube de Braga, para ocupar o lugar deixado por Jorge Jesus, tendo ficado em 2ºlugar no campeonato, posição nunca antes alcançada pelo Braga, tendo inclusive apurado pelo 1ª vez a equipa para a Liga dos Campeões.
Depois de um começo fraco em ambas as competições domésticas e as campanhas na Liga dos Campeões da UEFA, o SC Braga recuperou lentamente a sua forma, terminando na quarta posição na primeira e na terceira no último, com a consequente qualificação para a Liga Europa, onde Domingos levou a equipe à final, após eliminar equipes importantes, como: Liverpool, Dynamo Kyiv e Benfica. Perdeu na final para o vencedor da Liga Europa do ano de 2010/11, FC Porto.
Em julho de 2011, Domingos Paciência assume o comando técnico do Sporting. A 13 de fevereiro de 2012, no entanto, com a equipe em quarto lugar no campeonato, 16 pontos atrás do líder Benfica, foi demitido, na sequência de uma derrota de 0-2 fora contra o Marítimo.
A 30 de dezembro de 2012, Domingos Paciência assinou um contrato com o clube Deportivo de La Coruña, clube que na altura, lutava no último lugar da classificação. Domingos conseguiu uma vitória na estreia, empatou o segundo jogo e somou depois quatro derrotas consecutivas, a última, na recepção ao Granada por 3-0. A 11 de fevereiro de 2013 foi anunciado na página oficial do Desportivo, que Domingos abandonou o comando técnico do clube.
Desde janeiro de 2014 até ao final da temporada em questão, Domingos Paciência foi técnico do clube turco Kayserispor.
No início da época 2014/2015, em maio, Domingos foi anunciado como novo treinador do Vitória de Setúbal tendo em janeiro cessado contrato com a equipa sadina após uma sucessão de maus resultados completando assim cerca de 8 meses ao leme da equipa do Sado.
Domingos Paciência assumiu o comando do APOEL, do Chipre em 2015, mas foi demitido passado pouco tempo. Atualmente esta sem treinar qualquer clube.[carece de fontes?]

## Vida pessoal
É pai de Gonçalo Paciência e de Vasco Paciência, e tio de Pipoca.[carece de fontes?]

## Títulos
Treinador
- Liga Cipriota  A Kategoria 2015/2016